# إدوارد كوكرين ماكلين
إدوارد كوكرين ماكلين (بالإنجليزية: Edward Cochrane McLean)‏ هو محامي وقاضي أمريكي، ولد في 16 أكتوبر 1903 في هوسيك في الولايات المتحدة، وتوفي في 12 أكتوبر 1972 في نيويورك في الولايات المتحدة.